# 保鏢之天之驕女
《保鏢之天之驕女》，是民視開台九點檔連續劇，於1998年由飛騰製作公司拍攝製作的一部武俠劇《保鏢》系列之第三部曲 (翡翠娃娃為第一部，情人保鏢為第二部)。本劇由周令剛製作，何家勁、黃文豪、劉玉婷、何晴、陳鴻烈、顧冠忠、陳鴻烈、李婉華等主演。於1998年民視播出，此劇也於八大電視和亞視播出。香港亞視的粵語版被指配音差勁。

## 演員表
| 演員   | 角色   |
| 何家勁 | 郭旭   |
| 黃文豪 | 程鐵衣 |
| 劉玉婷 | 程采玉 |
| 何晴   | 天鳳   |
| 陳鴻烈 | 翁泰北 |
| 顧冠忠 | 辛力   |
| 孟庭麗 | 白玉蓮 |
| 李婉華 | 楚楚   |
| 鐵孟秋 | 商六   |
| 龍天翔 | 沈雲   |